# 苗穂運転所
苗穂運転所（なえぼうんてんじょ）は、北海道札幌市東区北5条東にある北海道旅客鉄道（JR北海道）の車両基地である。また運転士も所属している。本社鉄道事業本部管轄。
苗穂駅に隣接し、隣には車両工場である苗穂工場がある。
所属する乗務員は札幌近郊で運行している電車の他に札幌運転所に配置されている気動車の乗務も担当する。

## 所属車両
2023年（令和5年）4月1日現在の所属車両は以下のとおり。宗谷・石北本線系統の特急で用いる特急形気動車と、札幌近郊で運用される一般形気動車を中心に配置されている。
所属車両の車体に記される略号は、旅客車が「札ナホ」（札＝札幌本社、ナホ＝苗穂（苗穂駅）の旧電報略号）、機関車が「苗」（＝苗穂）となっている。
| 電車 | 気動車 | 機関車 | 客車 | 貨車 | 合計 |
| ---- | ------ | ------ | ---- | ---- | ---- |
| 0両  | 82両   | 0両    | 0両  | 0両  | 82両 |

### 気動車
- キハ261系気動車（24両）

SE-100編成が2両編成4本 (SE-101 - 104) 、SE-200編成が2両編成3本 (SE-201 - 203) の14両および5000番台であるST-5101・5201編成(はまなす編成)、ST-5102・5202編成(ラベンダー編成)10両の計24両が配置されている。
基本番台は2017年3月4日以降、特急「宗谷」「サロベツ」で使用される。
札幌方にSE-100編成、稚内方にSE-200編成を連結した4両編成で運転される。SE-104編成以外は第三セクター「北海道高速鉄道開発」所有車で、JR北海道がリースを受ける使用形態である。
2020年度にキハ261形5000番台10両が製造され、2020年7月29日付でST-5101・5201編成の5両編成（「はまなす」編成）、2021年2月12日付でST-5201・5202編成の5両編成（「ラベンダー」編成）が新製された。このうち「ラベンダー」編成は、2021年10月1日付で「北海道高速鉄道開発」へ譲渡されている。
- キハ283系気動車（25両）

キハ283形11両（11 - 21）、キハ282形14両（4 - 8・108 - 111・2005 - 2009）の計25両が配置されている。2022年2月 - 3月にかけて全所属車両が釧路運輸車両所より転属された。
2023年3月18日以降、特急「オホーツク」で使用される。2025年3月15日までは特急「大雪」でも使用されていた。
- キハ40形気動車（6両）

300番台の3両 (301・302・304) 、330番台の1両（331）、1700番台の2両（1790・1816）の計2両が配置されている。
300・330番台は札沼線用として用いられたが、札沼線桑園 - 北海道医療大学間の全面電化開業以降定期運用を持っていない。1700番台は函館本線の普通ワンマン列車で使用されていたが、こちらも定期運用を終了している。また、キハ40-301・304は検測車であるマヤ35形客車の牽引車両として改造が施されており、前方監視カメラと建築限界測定装置が設置されている。
2020年3月に、700番台の817・822は廃車、1700番台の1824は旭川運転所へ転属となった。
2020年5月31日付で700番台の820が廃車、2021年3月30日付で1700番台の1701が苫小牧運転所より転属された。
2021年8月31日付で800番台2両（819・823）が廃車された。
400番台（401・402）は札沼線（学園都市線）末端部で2020年4月17日まで運用され、2023年3月31日付で2両とも廃車された。
- キハ201系気動車（12両）

D編成の3両編成4本 (D-101 - 104) 計12両が配置されている。
快速「ニセコライナー」函館本線の普通列車で使用される。
- H100形気動車（15両）

15両（1 - 15）が配置されている。試作車の1・2は、2018年2月19日付で新製配置され、残りの13両のうち3 - 8の6両は2019年9月に、9 - 15の7両は2020年1月に、新製配置された。函館本線の普通列車・普通ワンマン列車（小樽・倶知安・長万部・旭川方面）で使用されている。

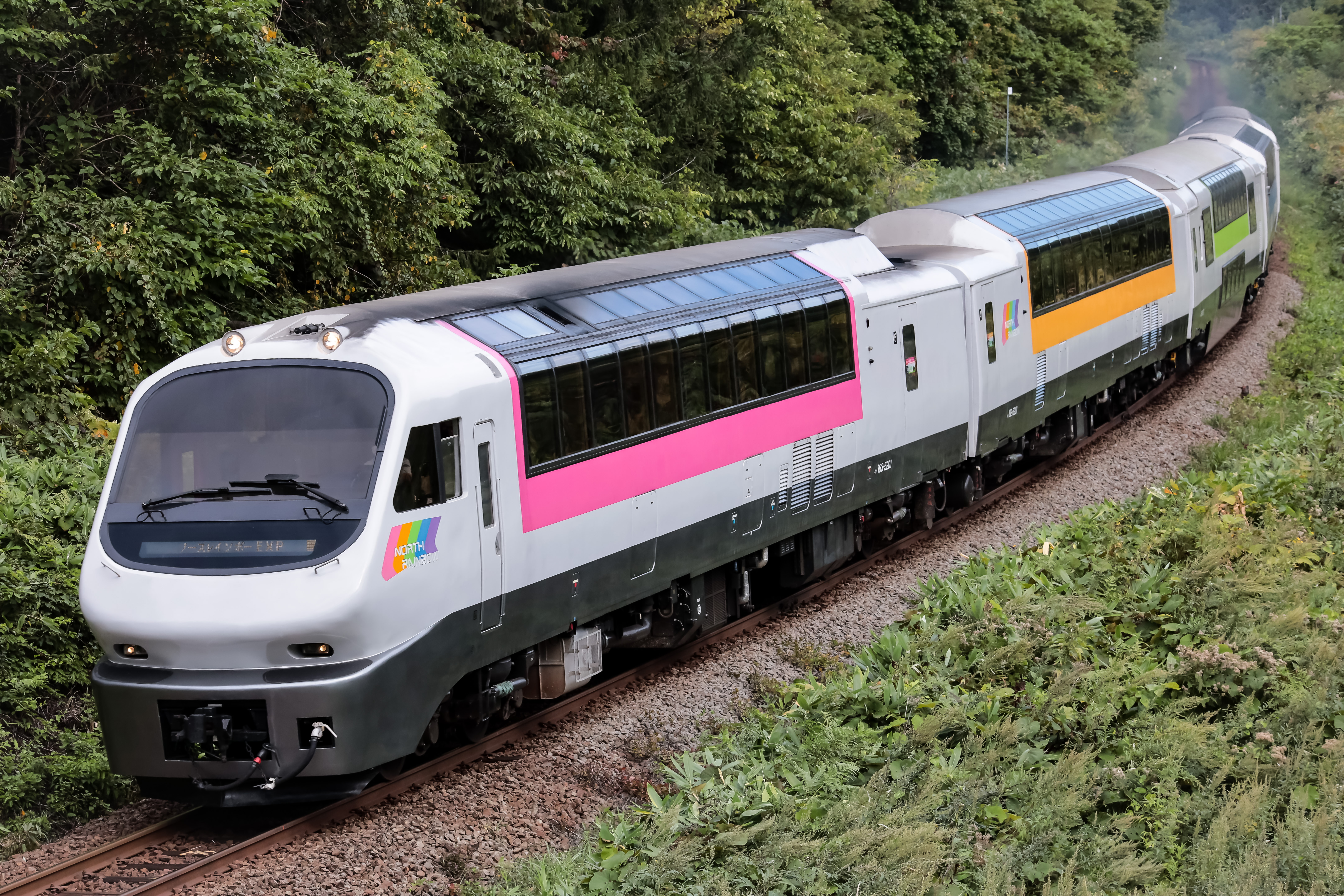
苗穂運転所に在籍していた「ノースレインボーエクスプレス」
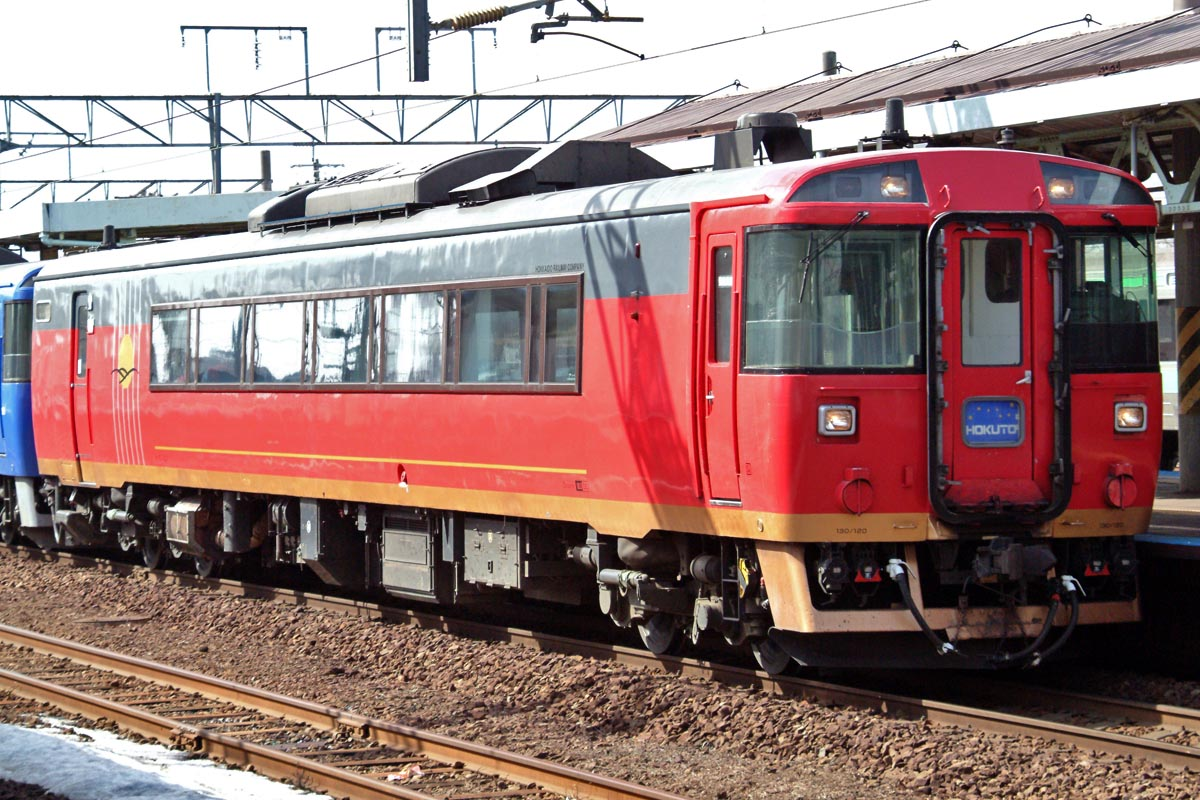
お座敷車両のキハ183系6000番台
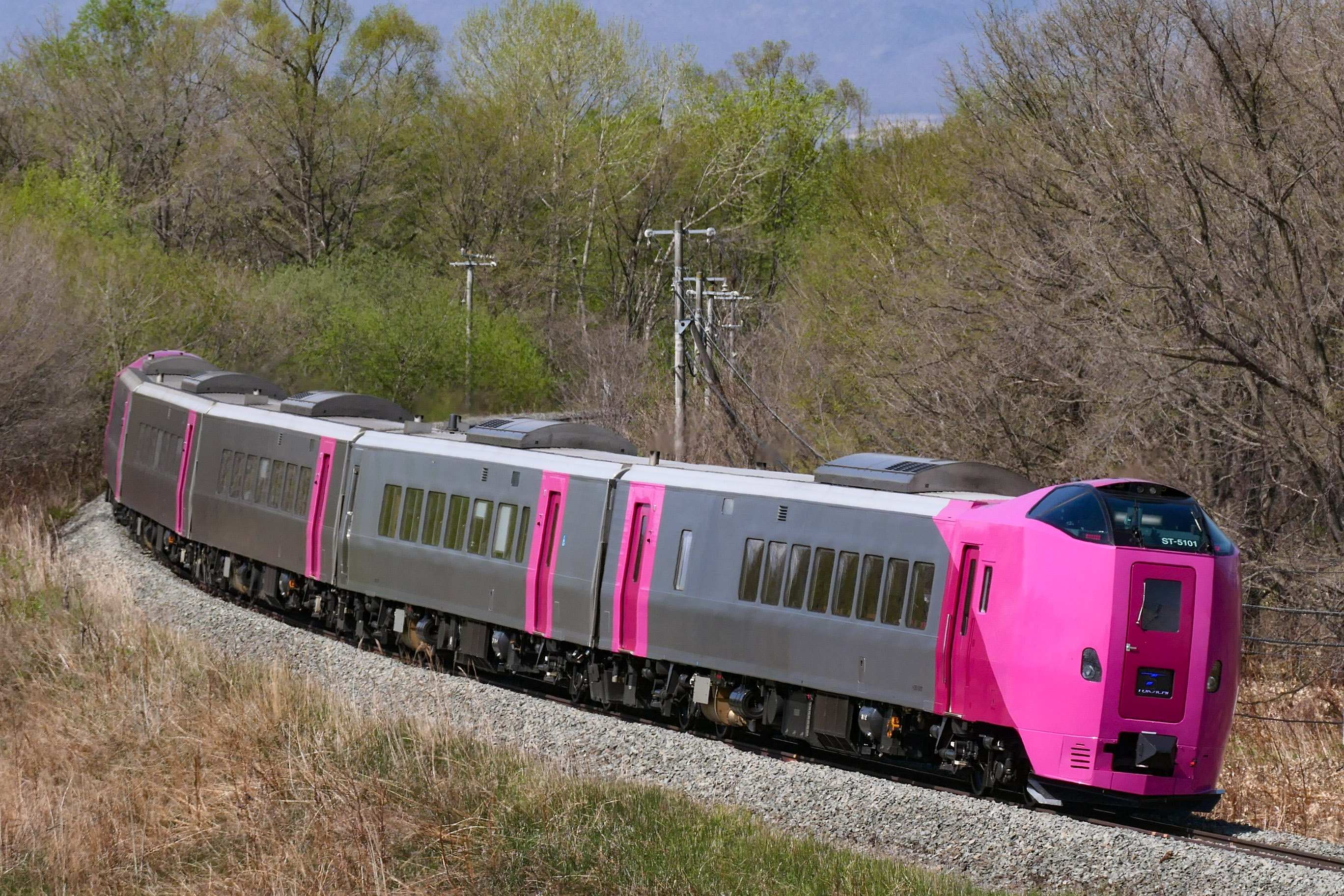
キハ261形5000番台「はまなす」編成
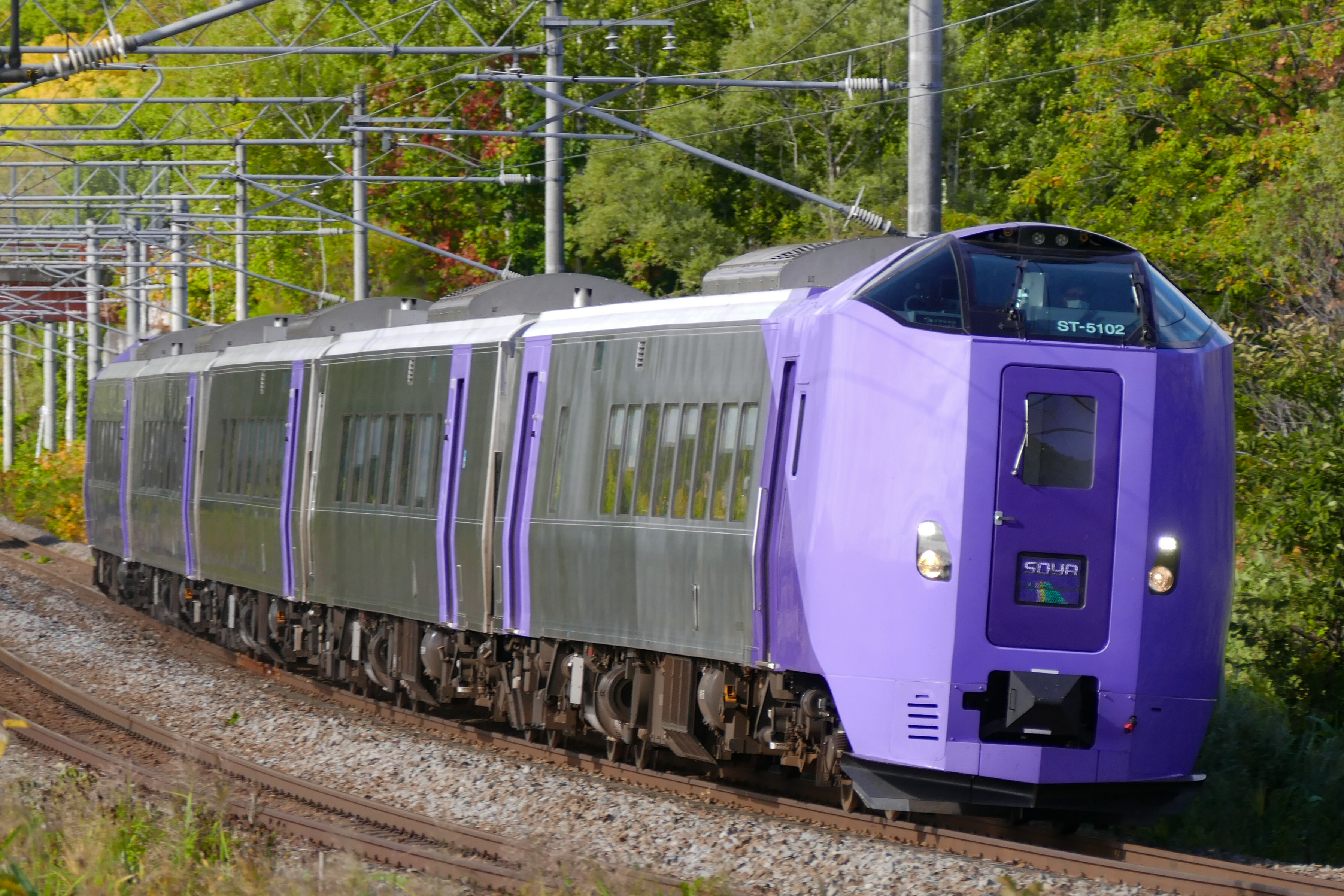
キハ261形5000番台「ラベンダー」編成

### 過去の配置車両
- キハ141系気動車

改造により誕生した全車両がキハ40系の札沼線仕様車とともに札沼線の普通列車で使用されていたが、2012年の札沼線電化とそれに伴う同年10月27日のダイヤ改正に伴い、定期運用から撤退し、一部のキハ143形が苫小牧運転所へ転属した。その後長らく保留車となっていたキハ142形2両も、2015年3月31日付で廃車された。
- キハ150形気動車

7両 (11 - 17) が配置され、函館本線の普通ワンマン列車（小樽・倶知安・長万部方面）で使用されていたが、2020年3月に撤退。同月に5両（11 - 13・16・17）は旭川運転所へ転属し、同年7月13日付で1両（15）が、同年11月22日付で1両（14）が同運転所へ転属した。
- キハ183系気動車

特急「オホーツク」「大雪」を中心に、各種臨時列車にも使用されていたが、2023年3月17日をもって定期運用を終了した。運用終了後も2023年4月1日時点では25両が所属していたが、ジョイフルトレインの「ノースレインボーエクスプレス」を含め、2024年2月29日までに全車が廃車となり、JR北海道からは区分消滅した。
2012年6月までは、ジョイフルトレイン編成と「旭山動物園号」編成のみが所属していたが、2012年6月から10月にかけてそれまで札幌運転所に所属していた定期特急列車用の車両が転入していた。
- キハ400系気動車

改造により誕生した全車両が2000年の宗谷線の高速化まで宗谷線系統の急行列車に充当された。運用終了後は前述の札沼線用の一般車（キハ40形330番台・キハ48形1330番台）に再改造されたほか、キハ480 304のみ休車扱いとなり、苗穂工場で長期間留置された後、2006年10月6日付で廃車・除籍された。
このほか、1997年から1998年にかけてお座敷車に改造したキハ400形500番台3両も所属したが、2015年3月31日付で2両（502・503）が、1両（501）が2016年10月17日付で廃車され消滅している。
- DBR600形ディーゼル機関車

モーターカー「HTR-600」を改造したもので、2両が配置されていた。車両基地構内の入換作業、除雪などに使用された。2014年7月1日付で除籍された。

## 運転士乗務範囲
- 函館本線（長万部 - 旭川間）
小樽運転所が小樽 - ニセコ・長万部方面の列車を主に担当するのに対し、当運転所は札幌 - 倶知安・然別方面の臨時列車や臨時特急の乗務も担当。
旭川駅方面は、臨時特急と特急のみ乗務する。

- 千歳線・室蘭本線（白石 - 沼ノ端 - 室蘭間、南千歳 - 新千歳空港間）
両路線を跨いで走行する列車は、通しで乗務する。

- 石勝線・根室本線（南千歳 - 上落合信号場 - 帯広間、滝川 - 富良野間）
両路線を跨いで走行する列車は、通しで乗務する。気動車による特急のほか、臨時特急の乗務を行う場合もある。

- 札沼線（桑園 - 北海道医療大学間）
札幌 - 当別・北海道医療大学間の列車を担当する。

## 歴史
- 1936年（昭和11年）
  - 7月 - 苗穂機関庫として発足。
  - 9月 - 苗穂機関庫を苗穂機関区に改称。
- 1987年（昭和62年）
  - 3月 - 苗穂機関区を苗穂運転所に改称。
  - 4月1日 - 国鉄分割民営化に伴い、JR北海道に継承。